# Barbara Petronio
Barbara Petronio (Terni, 28 ottobre 1973) è una sceneggiatrice italiana, vincitrice del David di Donatello per la migliore sceneggiatura originale nel 2017 per Indivisibili.

## Biografia
La sua passione per la scrittura comincia fin dall’infanzia e ben presto si sposta sul cinema e sulla scrittura per il cinema. Negli anni ‘90 vede, come molti, la serie tv Twin Peaks e da lì parte la passione e lo studio per la serialità televisiva.
Laureata in Lettere, ha completato la sua formazione professionale con i corsi di sceneggiatura Rai e Mediaset.
Il suo primo romanzo, un thriller paranormale intitolato Neve Rossa è uscito ad aprile 2022 per HarperCollins.

## Filmografia

### Cinema
- Mozzarella Stories, regia di Edoardo De Angelis (2011)
- ACAB - All Cops Are Bastards, regia di Stefano Sollima (2012)
- Indivisibili, regia di Edoardo De Angelis (2016)
- Il migliore dei mondi, regia di Danilo Carlani, Alessio Dogana, Maccio Capatonda (2023)

### Televisione
- Distretto di polizia 3-4-5, (2002-2006)
- Cuore contro cuore (2004)
- R.I.S. - Delitti imperfetti (2005-2008)
- Donne assassine (2008)
- L'isola dei segreti (2009)
- Il mostro di Firenze, regia di Antonello Grimaldi (2009)
- Romanzo criminale - La serie, regia di Stefano Sollima (2008-2010)
- Il clan dei camorristi (2013)
- Squadra Mobile (serie televisiva) (2011)
- Le mani dentro la città (2014)
- Suburra - La serie (2017)
- Diavoli (2020)
- Alfredino - Una storia italiana (2021)
- Tutta colpa di Freud - La serie (2021)
- A casa tutti bene - La serie (2021)
- Uonderbois (2024) [1]

### Romanzi
- Neve Rossa, HarperCollins, (2022)

## Riconoscimenti
- Nastro d'argento
  - Nastro d'argento alla migliore serie TV 2022. A casa tutti bene.[2]

- David di Donatello
  - migliore sceneggiatura originale: 2017

- Ciak d'oro
  - Migliore sceneggiatura: 2017[3]

Premio Scardamaglia al Roma Fiction Fest